# شركة أناكوستيا ووترفرونت
كانت شركة شركة أناكوستيا ووترفرونت (AWC) شركة مملوكة للحكومة تأسست في عام 2004 من قبل حكومة مقاطعة كولومبيا ، لتنشيط الأحياء المجاورة لنهر أناكوستيا ولتنسيق إعادة التأهيل البيئي واستخدام النهر. كان من المفترض أن يكون عمر الشركة 20 عامًا ، ستشرف خلاله على خطة إعادة تطوير بين القطاعين العام والخاص بقيمة 8 مليارات دولار تغطي الواجهة البحرية لنهر أناكوستيا ، بالإضافة إلى العديد من قطع الأراضي في المدينة الواقعة شرق النهر. ومع ذلك ، أدى التغيير في الإدارات البلدية والإحباط من بطء وتيرة إعادة التطوير إلى إلغاء الشركة بعد ثلاث سنوات.